# Challenger de Granby 2013
El Challenger Banque Nationale de Granby 2013 fue un torneo de tenis profesional que se jugó en pistas duras. Se trató de la 20.ª edición del torneo que forma parte del ATP Challenger Tour 2013 . Tuvo lugar en Granby, Canadá entre el 15 y el 21 de julio de 2013.

## Jugadores participantes del cuadro de individuales

### Cabezas de serie
| País                  | Jugador        | Rank1 | Favorito |
| Bandera de Eslovaquia | Lukas Lacko    | 100   | 1        |
| Bandera de Francia    | Nicolas Mahut  | 127   | 2        |
| Bandera de Japón      | Tatsuma Ito    | 174   | 3        |
| Bandera de Bélgica    | Maxime Authom  | 180   | 4        |
| Bandera de Australia  | Matt Reid      | 187   | 5        |
| Bandera de Canadá     | Frank Dancevic | 181   | 195      |
| Bandera de Japón      | Hiroki Moriya  | 199   | 7        |
| Bandera de Canadá     | Steven Diez    | 211   | 8        |
| --------------------- | -------------- | ----- | -------- |

- 1 Se ha tomado en cuenta el ranking del día 8 de julio de 2013.

### Otros participantes
Los siguientes jugadores recibieron una invitación (wild card), por lo tanto ingresan directamente al cuadro principal:
- Hugo Di Feo
- Brayden Schnur
- Filip Peliwo
- Philip Bester

Los siguientes jugadores ingresan al cuadro principal tras disputar el cuadro clasificatorio:
- Blake Mott
- Pavel Krainic
- Tyler Hochwalt
- Milan Pokrajac

## Campeones

### Individual Masculino
- Frank Dancevic derrotó en la final a  Lukáš Lacko, 6–4, 6–7(4), 6–3

### Dobles Masculino
- Erik Chvojka /  Peter Polansky  derrotaron en la final a Adam El Mihdawy /  Ante Pavić por 6-4, 6-3